# Four-cross

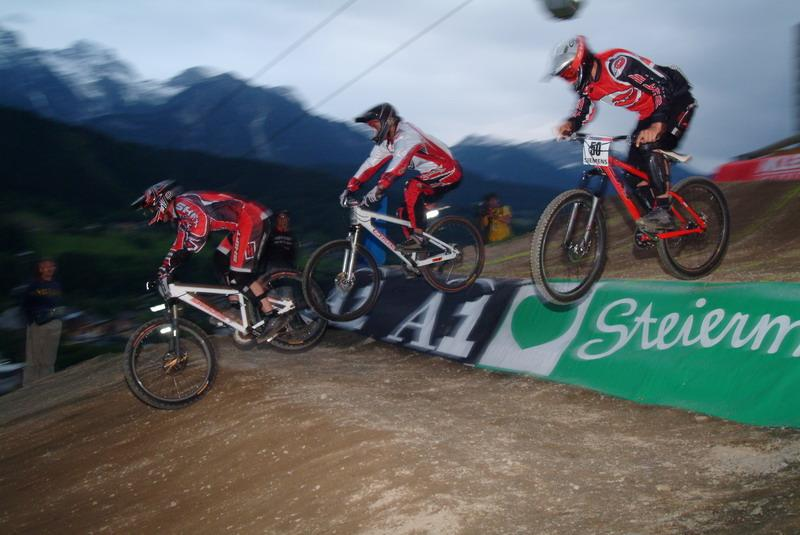

Le four-cross ou 4X est une discipline sportive qui se pratique à vélo tout terrain (VTT). Elle a fait partie de la coupe du monde de VTT jusqu'en 2011.

## Principe
Le 4X est une épreuve chronométrée qui se pratique sur un parcours relativement court (environ une minute), à profil descendant. Très technique de par l'enchaînement des modules, qu'ils soient naturels ou aménagés (virages relevés, pierriers, sauts, woops…), le terrain est en général cassant (à la différence des pistes de BMX). Le but étant d'arriver le premier en bas de la piste, c'est également une discipline très rapide. 
Elle tire son nom de son format propice au spectacle : quatre participants s'affrontent en parallèle.
Le 4X est comparable au boardercross ou au skicross, disciplines olympiques hivernales inspirées du BMX et du motocross.

## Format
Les compétitions de 4X débutent par un tour de qualification individuel : les concurrents sont séparément chronométrés sur le parcours. Les 32 meilleurs sont qualifiés. S'enchaînent alors les manches à élimination directe, les concurrents s'affrontent 4 par 4, et seuls les deux premiers sont qualifiés pour le tour suivant, ce jusqu'aux finales. La petite finale comprend les 4 éliminés des 2 demi-finales, la finale comprend les 4 qualifiés.
En règle générale les podiums de cette discipline invitent cinq participants : les quatre membres de la finale ainsi que le vainqueur de la petite finale.

## Historique
- 2002 : le 4X remplace le Dual-Slalom lors des épreuves organisées par l'UCI.
- 2011 : le dual slalom remplace le 4X lors du championnat national des États-Unis.
- 2012 : l'UCI retire le four-cross de la Coupe du monde de VTT[1].

## Polémique
La façon dont l'UCI et la Fédération française de cyclisme gèrent la discipline a suscité à plusieurs reprises des critiques de la part des compétiteurs, entraînant notamment la création d'un syndicat de pilotes afin de favoriser le dialogue avec les instances dirigeantes. En septembre 2011, l'UCI supprime le four-cross de la liste des épreuves de la Coupe du monde de VTT.

## Matériel
La pratique du 4X nécessite des VTT à la géométrie spécifique. La courte durée des manches enlève la contrainte de concevoir un cadre de cycle sur lequel il est facile et confortable de s'asseoir. La maniabilité et la nervosité du VTT sont les facteurs privilégiés, afin de procurer accélérations et relances efficaces, mais aussi de faciliter la négociation des obstacles (placement du VTT, comportement du VTT dans les airs, etc). Les cadres sont donc en général d'apparence ramassée : empattement et bases courtes, boîtier de pédalier placé bas, slopping du tube supérieur très prononcé, angle de chasse fermé. Les vitesses rencontrées, la nature des terrains et les modules aménagés génèrent de nombreuses contraintes mécaniques, la solidité et la fiabilité sont aussi des facteurs primordiaux.
Suivant les pistes et les habitudes des compétiteurs, on retrouve sur les épreuves de 4X des VTT semi-rigides ou tout suspendus, avec des débattements généralement compris entre 100 et 120 mm.

## Pistes permanentes en France
- Les 2 Alpes
- Lac blanc
- Les Gets
- Méribel
- Montgenèvre
- Oz en Oisans
- Tignes
- Métabief
- La Soufrière (Guadeloupe)

## Athlètes notables
- Dan Atherton
- Anneke Beerten
- Melissa Buhl
- Eric Carter
- Cédric Garcia
- Jared Graves
- Mike King
- Jill Kintner
- Brian Lopes
- Michal Prokop
- Roger Rinderknecht
- Joost Wichman